# Excelencia Prehispana
Excelencia Prehispana es un grupo chileno de hip hop originalmente conformado por Mc Piri, Yoshi, Ymec, Fer y DJ B-Ese, el cual tuvo gran éxito en la escena de su país. Son considerados como uno de los grupos pioneros de la nueva escuela del rap en Chile, junto a Mente Sabia Cru, Distorsión Lírica y Cuarto Universo. El conjunto se disolvió en el año 2007.
En 2018, han mantenido la actividad en conciertos con tres miembros de la formación original, MC Piri, Ymec y Yoshi. Además de publicar en Youtube un remix de "Autocrítica" una de sus canciones del álbum "Uno a Uno".

## Historia
El grupo fue formado en el año 2000 por MC Piri, MC Ese Rocka, Yoshi, Ymec, Fer y DJ B-Ese, que decidieron hacer música para expresar lo que sentían en aquel momento, mezclando entre sus canciones temas como "La Población", Ritmo Positivo y "La Gente "Indigente" mostrando y protestando ante situación política del país en ese entonces, de una forma melódica y chocante al mismo tiempo. Por eso, tras lanzar varios temas sueltos en el año 2004 publicaron su primer álbum, titulado "Uno a uno", que contenía canciones como el ya mencionado "La Población", que es considerado himno del Rap Chileno. Ya con este álbum, la popularidad del grupo se incrementó notablemente, lo que les llevó a presentarse en Santiago y en regiones cercanas.

## Separación
En el año 2005, Fer abandona el grupo por motivos personales y se traslada a España, pero el grupo continúa trabajando y saca a la venta en el año 2006 un demo con canciones nuevas que lamentablemente, no obtuvieron el mismo éxito que su primer álbum. El grupo decide entonces separarse, de manera definitiva en el año 2007.

## Reencuentro
Durante el año 2017 se mostraron indicios de que el grupo podría revivir, gracias a la creación de "Sabotage" en el que se reencontraron dos miembros de la formación original (Ymec y Yoshi), sumado a la separación de MC Piri del grupo Movimiento Original. A principios de 2018 aparecen después de 11 años se presentan en vivo cantando antiguos éxitos, además de publica vía YouTube un remix de "Autocrítica" una canción del álbum "Uno a Uno".

## Integrantes

### MC Piri
MC Piri fue el creador del grupo, quien se destacó por sus rimas rápidas y la capacidad de su voz para afinarla y cantar melódicamente. Luego de la separación del grupo se integró al grupo Movimiento Original, en el cual, en el mes de marzo de 2015, se retiró por asuntos personales.

### Ymec
Se destacó en el grupo por su voz profunda y su talentopara escribir canciones, aunque siempre mantuvo un perfil bajo. Luego de la separación del grupo consiguió un empleo remunerado, aunque en ocasiones ha colaborado con varios artistas de la nueva escuela en Chile. No se sabe mucho de este integrante, pero actualmente esta en el grupo "Sabotage" junto al Semillah y Yoshi. MC.

### YOSHI
También apodado "Yoshi" o "Yoshiman", es quien ponía un toque especial al grupo por su voz y su forma de cantar la cual era fuerte y sólida a la vez, lo que le dio cierta popularidad dentro del grupo. Siempre se le conoció porque en los conciertos mantenía una sonrisa impecable, lo que le daba más protagonismo. Luego de la separación del grupo, se le puede encontrar en algunas colaboraciones con artistas nuevos. Actualmente es parte del grupo "Sabotage" junto al Semillah e Ymec. Actualmente su nombre artístico es Jet Castillo. 

### Fer
Fue el integrante que hacía un rap más político y controversial que el resto de los integrantes, concentrado más en las rimas que en la forma de cantar. Este fue el primero en abandonar el grupo.

## Discografía
- 2004 - Uno A Uno (Independiente)
- 2006 - Demo 06 (Independiente)